# Айріс Чен
Айріс Чен (англ. Iris Chang, кит.: 张纯如) (28 березня 1968 –  9 листопада 2004) — американська правозахисниця, політична автивістка, журналістка та письменниця китайського походження. Авторка ряду книг з історії Китаю.

## Життєпис
Народилась 28 березня 1968 року у Принстоні, в родині університетських професорів, які емігрували з Тайваню. Школу закінчила в 1985 році в Шампейн, штат Іллінойс, згодом в 1989 там же здобула ступінь бакалавра в місцевому університеті.
Працювала позаштатною кореспонденткою в Чикаго Триб'юн та Нью-Йорк Таймс.
Одружилась, народила сина Кристофера.
У червні 2004 перенесла нервовий зрив через хронічну депривацію сну та побічні дії медикаментів. Через епізод депресії Чен була госпіталізована до лікарні у Луїсвіллі.
В останні роки проживала у Сан-Хосе (Каліфорнія).
Після виписки депресія та побічні ефекти ліків продовжилися. Жахливі матеріали її досліджень також не сприяли поліпшенню психічного стану.
9 листопада 2004 року Айріс Чен наклала на себе руки, застрелившись у своєму на автомобілі на одному з шосе у Каліфорнії. Серед її паперів знайшли кілька недописаних посмертних листів.

## Праці
Першою книгою Айріс Чен стала «Нитка шовкопряда» (англ. Thread of the Silkworm), видана у 1995 році. Робота присвячена життю Цяня Сюесеня — китайського професора, який постраждав від політики маккартизму і змушений був повернутись зі США до комуністичного Китаю. У Китаї він брав участь у розробці ракет, одна з яких (за класифікацією НАТО названа Silkworm) застосовувалась проти американських сил під час війни у Перській затоці.
Всесвітнє визнання Айріс Чен здобула завдяки другій книзі, The Rape of Nanking, про воєнні злочини японської армії під час різанини та масових згвалтувань у Нанкіні. Книгу було видано у 1997 році, вона десять тижнів протрималась у списку бестселлерів New York Times.. У 2007 році за матеріалами книги було знято документальний фільм.
У 2004 працювала над новою книгою, присвяченою подіям Маршу Смерті з Баатану, а також займалася підтримкою книги «Китайці в Америці».

## Біблографія
Українською праці Айріс Чен не видавались. Англійською були видані три книги:
- Chang, Iris (1996). Thread of the Silkworm. Basic Books. с. 352. ISBN 978-0-465-00678-6.
- Chang, Iris (1997). The Rape of Nanking: The Forgotten Holocaust of World War II. Basic Books. с. 290. ISBN 978-0-465-06835-7.
- Chang, Iris (2004). The Chinese in America. A Narrative History. Penguin. ISBN 0-14-200417-0. (Nachdruck)